# Церковь Флора и Лавра (Суздаль)
Церковь Флора и Лавра в Михалях — православный храм в городе Суздале Владимирской области, в посёлке Михали на южной окраине города. Памятник архитектуры. С 2004 года является частью комплекса православной школы имени святителя Арсения Элассонского.
Михали — исторический район Суздаля, в прошлом отдельное село. Расположен на левом берегу Каменки. Рядом с храмом Флора и Лавра находятся ещё две церкви: Архангела Михаила и Александра Невского.
Храм был построен в 1803 году. К центральной части, более высокой, с западной стороны пристроен небольшой объём, похожий на меньшую клеть традиционных «зимних» суздальских храмов. Широкая алтарная часть квадратная, а не полукруглая, с тремя смежными окнами.
Как и другие храмы комплекса в Михалях, церковь Флора и Лавра была отреставрирована в начале XXI века и заново расписана.

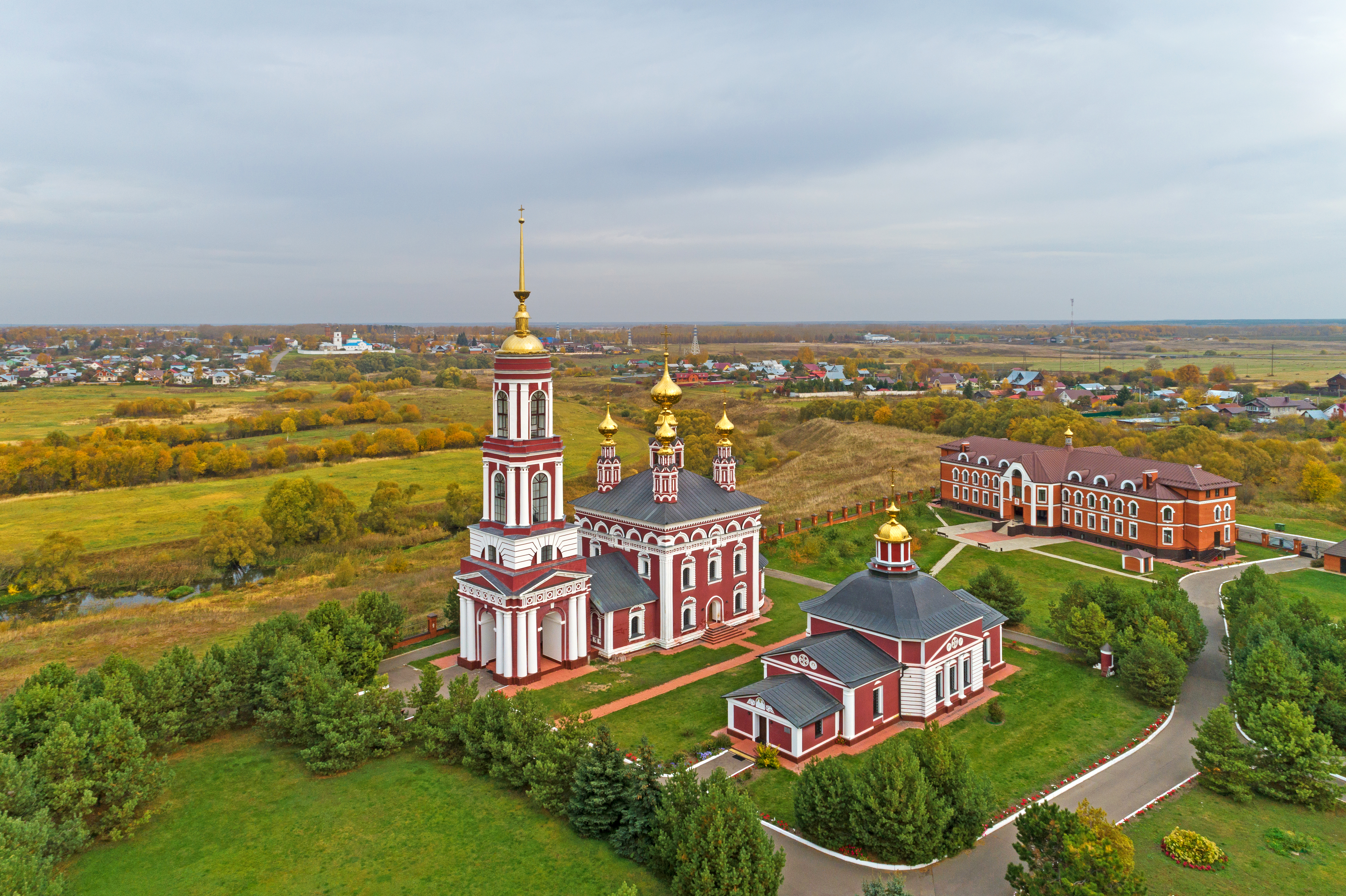
Рядом находится храм Архангела Михаила с колокольней. Вид с высоты.